# 寒河江元高
寒河江 元高（さがえ もとたか）は室町時代から戦国時代の武将。寒河江氏10代。寒河江城主3代。

## 生涯
寒河江元時の嫡男として生まれる。父の死により文安5年（1448年）寒河江氏を継いだ。父元時の菩提寺として、曹洞宗第三の本寺とされた奥州正法寺十三世太功宣策の開山によって宝幢寺を建立したとされる。寒河江荘域で最も早く開かれた曹洞宗寺院である。長禄元年（1457年）12月に没し嫡男の高重が跡を継いだ。高重没後は高重の子が跡を継ぐはずだが、元高の次男為広が継いだ。
菩提寺の千手院北緯38度23分27.6秒 東経140度17分8.2秒は現在は廃寺となり、跡地に石碑と祠が建つ。

## 系譜
- 父： 寒河江元時 - 太郎四朗修理亮。出羽守。宝幢寺大寧寺公。
- 母： 不詳
- 妻： 不詳
  - 高重 - 嫡男。寒河江氏11代。宮内少輔。本願寺殿照山光公。子の広重が祐林寺（山形県寒河江市）を開いたという。
  - 為広 - 次男。寒河江氏12代。従五位下、右兵衛佐。常泉院殿心織本公。
  - 溝延孝満 - 3男。溝延氏に養嗣子として入る。溝延氏から白岩氏に移った白岩満教の意向があったともいう。

## 関連資料
- 寒河江市史編纂委員長 阿部酉喜夫『寒河江大江氏』、1988
- 寒河江市史編さん委員会『寒河江市史 上巻』、1994
- 寒河江市史編さん委員会『寒河江市史 大江氏ならびに関係史料』、2001